# Рената Шмекалова
Рената Шмекалова (словац. Renata Šmekálová; нар. 30 березня 1969) — колишня словацька тенісистка.
Найвищу одиночну позицію світового рейтингу — 213 місце досягла 23 Oct 1989, парну — 305 місце — 29 Aug 1988 року.
Здобула 2 одиночні титули туру ITF.

## Фінали ITF

### Одиночний розряд: 3 (2–1)
| Результат | Ранг | Дата           | Турнір             | Покриття | Суперниця                | Рахунок  |
| --------- | ---- | -------------- | ------------------ | -------- | ------------------------ | -------- |
| Перемога  | 1.   | 14 серпня 1988 | Коксейде, Бельгія  | Ґрунт    | Nathalie Van Dierendonck | 6–2, 6–4 |
| Поразка   | 1.   | 16 жовтня 1988 | Рабаць, Югославія  | Ґрунт    | Ева Швіглерова           | 2–6, 1–6 |
| Перемога  | 2.   | 4 грудня 1988  | Будапешт, Угорщина | Килим    | Клер Вегінк              | 6–3, 6–3 |